# Bătălia de la Pelekanon
Bătălia de Pelekanon, cunoscută și sub forma sa latinizată Bătălia de la Pelecanum, a avut loc la 10/11 iunie 1329 între o forță expediționară bizantină condusă de Andronicus al III-lea și o armată otomană condusă de sultanul Orhan Gazi. Armata bizantină a fost învinsă, într-o încercare a acesteia de a ridica asediile otomane a orașelor din Anatolia.

## Cauze
După ascensiunea lui Andronic în 1328, teritoriile imperiale din Anatolia au fost pierdute, de la aproape toată din partea occidentală a Anatoliei, în urmă cu patruzeci de ani, la câteva avanposturi împrăștiate de-a lungul coastei egeene și o mică provincie în jurul Nicomediei la aproximativ 150 km de Constantinopol. Andronic a decis să atace armatele otomane care asediau Nicomedia și Niceea și spera să restabilească frontiera la o poziție stabilă.

## Bătălia
Alături de domestikos Ioan Cantacuzino, Andronic a condus o armată de aproximativ 4.000 de oameni. La Pelekanon, o armată otomană le-a blocat drumul. Cele două armate s-au ciocnit, iar turcii au fost alungați. Cu toate acestea, cea mai mare parte a armatei turcești s-a retras în dealurile situate la nord de câmpul de luptă. Încăierări ulterioare au dus pierderi în rândul armatei otomane. A fost răspândit un zvon conform căruia împăratul a fost rănit mortal și a decedat, afectând moralul trupele, transformându-se, ulterior, în panică. Turcii i-au atacat pe bizantini, care au avut pierderi grele până ce domestikos a aranjat o retragere pe mare a armatei la Constantinopol.

## Consecințe
O altă campanie de recucerire a Anatoliei nu a fost luată în considerare. Capitalele istorice anterioare, Nicomedia și Niceea, au ieșit de sub controlul imperial, căzând în mâinile otomanilor. Aceștia din urmă au construit o bază puternică, din care, în cele din urmă, au distrus Imperiul Bizantin.